# Maciej Raczyński
Maciej Raczyński (ur. 28 lipca 1984 we Włocławku) – polski koszykarz występujący na pozycji rzucającego obrońcy, obecnie asystent trenera Spójni Stargard.
W latach 2011–2013 zawodnik klubu AZS Szczecin. Rozgrywki 2013/2014 spędził w AZS Koszalin, a od 2014 zawodnik Anwilu Włocławek, którego jest wychowankiem, od 2015 zawodnik Spójni Stargard, od 2019 II trener w PGE Spójni Stargard.
27 października 2020 został głównym trenerem PGE Spójni Stargard, zastępując na tym stanowisku Jacka Winnickiego. 10 stycznia 2021 przeszedł do roli asystenta trenera Spójni, rolę pierwszego trenera objął Marek Łukomski. 9 lutego 2022 objął ponownie posadę trenera głównego.

## Osiągnięcia
Zawodnicze
- Mistrz Polski (2003)[9].
- Półfinalista ligi polskiej (2004)
- Finalista:
  - Pucharu Polski (2004)
  - I ligi (2010)

Trenerskie
- Finał Pucharu Polski (2021 – jako asystent trenera)[10]